# Flávio Nogueira
Flávio Rodrigues Nogueira (Alto Santo, CE, 27 de fevereiro de 1953) é médico, escritor e político brasileiro, filiado ao Partido dos Trabalhadores (PT). É deputado federal pelo Piauí.

## Dados biográficos
Filho de Rubens Nogueira Bessa e Raimunda Rodrigues Nogueira. Médico, foi professor de Cirurgia Geral na Faculdade de Medicina de Valença e médico cirurgião torácico no Hospital Sousa Aguiar no estado do Rio de Janeiro entre 1980 e 1982. No ano seguinte concluiu a especialização em Cirurgia Torácica pelo Instituto Nacional de Câncer em 1983. De volta ao Piauí foi diretor clínico do Hospital São Marcos em Teresina, trabalhou na Fundação Municipal de Saúde e foi presidente do Sindicato do Médicos do Estado do Piauí por três anos a partir de 1986.
Eleito suplente de deputado estadual pelo PT em 1998, exerceu o mandato sob convocação. Posteriormente, ingressou no PDT e nesta legenda elegeu-se deputado estadual em 2002 e 2006. Foi candidato a vice-governador na chapa de João Vicente Claudino (PTB) em 2010, porém não alcançou ao segundo turno. Então, declarou apoio à reeleição do então governador Wilson Martins e foi nomeado presidente do Instituto de Assistência e Previdência do Estado do Piauí (IAPEP).
Presidente do diretório estadual do PDT, elegeu-se suplente de deputado federal em 2014 e assumiu o mandato no ano seguinte devido à nomeação de Marcelo Castro como ministro da Saúde no segundo governo da presidente Dilma Rousseff. Alinhado a Wellington Dias, foi secretário de Defesa Civil, secretário das Cidades e secretário de Turismo no primeiro, segundo e terceiro governo do mesmo, respectivamente. Ao sair deste último cargo seu filho, Flávio Nogueira Júnior, se afastou do mandato de deputado estadual para assumir o cargo, ora nas mãos do interino Benjamim Soares de Carvalho Júnior.
Em 2018 foi eleito deputado federal com 111.672 votos. Em 2019 foi suspenso do PDT por votar favoravelmente a Reforma da Previdência. Em 2022 deixou o partido e retornou ao PT.

## Desempenho eleitoral
| Ano  | Eleição            | Partido | Cargo                                                | Votos   | %      | Resultado  | Ref    |
| ---- | ------------------ | ------- | ---------------------------------------------------- | ------- | ------ | ---------- | ------ |
| 1998 | Estaduais no Piauí | PT      | Deputado estadual                                    | 14.603  | 1,34%  | Suplente   | [ 11 ] |
| 2002 | Estaduais no Piauí | PDT     | Deputado estadual                                    | 13.387  | 0,92%  | Eleito     | [ 12 ] |
| 2006 | Estaduais no Piauí | PDT     | Deputado estadual                                    | 25.924  | 1,60%  | Eleito     | [ 13 ] |
| 2010 | Estaduais no Piauí | PDT     | Vice-governador Titular: João Vicente Claudino (PTB) | 337.028 | 21,54% | Não eleito | [ 14 ] |
| 2014 | Estaduais no Piauí | PDT     | Deputado federal                                     | 88.765  | 5,12%  | Suplente   | [ 15 ] |
| 2018 | Estaduais no Piauí | PDT     | Deputado federal                                     | 111.672 | 6,25%  | Eleito     | [ 16 ] |
| 2022 | Estaduais no Piauí | PT      | Deputado federal                                     | 100.151 | 5,11%  | Eleito     | [ 17 ] |

## Condecorações
| Insígnia | País   | Honra                                 | Data                   |
| -------- | ------ | ------------------------------------- | ---------------------- |
|          | Brasil | Grande Oficial da Ordem de Rio Branco | 21 de novembro de 2023 |